# Loris Francini
Loris Francini (nacido en 1962) es uno de los dos Capitanes Regentes (jefes de Estado y Gobierno) de la República de San Marino. Es miembro del Partido Demócrata Cristiano Sanmarinense. Se convirtió en Capitán Regente el 1 de abril de 2006 junto con Gianfranco Terenzi, por un período de seis meses.
Francini fue también Capitán Regente entre el 1 de abril de 1998 y el 30 de septiembre de ese mismo año, acompañado de Alberto Cecchetti.
- Datos: Q888228